# Фрашон, Бенуа
Бенуа Фрашон (фр. Benoît Frachon; 13 мая 1893, Шамбон-Фёжроль, Франция — 4 августа 1975, Борд, Франция) — французский профсоюзный деятель, участник Движения Сопротивления, секретарь Французской коммунистической партии (1928—1933), генеральный секретарь Всеобщей конфедерации труда (1945—1967).

## Биография
Родился в семье рабочих, его отец был шахтёром. Бенуа с 13 лет работал токарем на заводе по производству болтов, в 1909 году вступил в профсоюз и небольшую анархо-синдикалистскую группу, с 1910 года участвовал в акциях прямого действия и стачечном движении, читал газеты Гюстава Эрве (La Guerre Sociale) и Пьера Монатта (La Vie Ouvrière), занимался самообразованием и самодеятельностью в Доме народа (Maison du Peuple) в Шамбоне.
В 1913 году призван на военную службу, но из-за близорукости был переведен на альтернативную службу. С началом Первой мировой войны мобилизован, служил в тылу в арсенале военно-морского флота. Выступал против поддержки профсоюзной бюрократией войны и с энтузиазмом принял революционные события 1917 года в Российской империи.
В 1919 году, после демобилизации, Фрашон вступил в СФИО. С 1920 года работал на металлургических предприятиях в Шамбон-Фёжроле, Марселе и Сент-Этьене (периодически теряя работу из-за своей профсоюзной деятельности и отказа участвовать в выпуске вооружений). После раскола СФИО на съезде в Туре с начала 1921 года состоял во Французской коммунистической партии, куда привёл и всю свою ячейку. В 1922 году избран секретарем профсоюза металлистов и заместителем мэра Шамбон-Фёжроля. В 1924 году Фрашон выступил организатором крупной забастовки металлистов, в результате чего было арестован и приговорен к четырем месяцам тюремного заключения.
После освобождения из тюрьмы, Бенуа Фрашон был избран секретарем Унитарной всеобщей конфедерации труда в департаменте Луара. В 1926 году стал членом центрального комитета ФКП и был делегирован на VI конгресс Коммунистического интернационала. С 1929 по 1933 год Фрашон являлся секретарем ФКП, совместно с Пьером Семаром и Морисом Торезом. В 1933 году оставил свой пост в секретариате компартии, чтобы заняться профсоюзной деятельностью. С 1933 по 1936 год был секретарем Унитарной всеобщей конфедерации труда, с 1936 по 1939 год — секретарем Всеобщей конфедерации труда.
После начала Второй мировой войны, Бенуа Фрашон стал участником Движения Сопротивления. Так, во время странной войны, Фрашон организовал подпольную печать газеты L’Humanité, а после немецкой оккупации Франции, совместно с Жаком Дюкло и Эженом Фридом, руководил подпольной деятельностью ФКП.
В 1945 году, после окончания Второй мировой войны, Бенуа Фрашон был избран генеральным секретарем Всеобщей конфедерации труда и вице-председателем Всемирной федерации профсоюзов. С 1956 года Фрашон вернулся к партийной работе, был избран в ЦК и Политбюро ФКП. В 1967 году покинул должность генсека ВКТ, став председателем организации. В 1968 году награжден орденом Ленина.
Умер 4 августа 1975 года, похоронен на кладбище Пер-Лашез.